# Ispell
International Ispell ist die Standardsoftware zur Rechtschreibprüfung unter Unix. Die Urversion wurde 1971 von R. E. Gorin für die PDP-10-Plattform geschrieben. Ispell ist auf verschiedenen Unix-Derivaten verbreitet und wird von vielen Programmen benutzt: So existiert zum Beispiel eine Anbindung an den Text-Editor Emacs. Wörterbücher für Ispell gibt es in vielen Sprachen, neben fast allen europäischen unter anderem auch für Latein, Vietnamesisch und Afrikaans.
Ispell ist freie Software, die verwendete Copyleft-Lizenz ist aber mit der GNU General Public License (GPL) nicht kompatibel. So versucht das GNU-Projekt seit einiger Zeit, mit GNU Aspell einen Nachfolger für Ispell unter der GPL zu entwickeln.